# Sade (ban nhạc)
Sade (/ˈʃɑːdeɪ/ SHAH-day hoặc /ʃɑːˈdeɪ/ shah-DAY) là một ban nhạc người Anh thành lập tại London vào năm 1982, với tên gọi được đặt theo tên của ca sĩ chính Sade Adu. Ban nhạc bao gồm Adu cùng với nghệ sĩ chơi bass Paul Denman, nghệ sĩ chơi saxophone và guitar Stuart Matthewman và nghệ sĩ chơi keyboard Andrew Hale. Tay trống sáng lập Paul Anthony Cooke rời ban nhạc vào năm 1984, trong khi Dave Early, người thay thế Cooke, rời đi vào năm 1985. Kể từ khi Early rời Sade vào năm 1985, ban nhạc kết hợp với nhiều tay trống khi lưu diễn và chơi theo hợp đồng do không có tay trống chính thức. Âm nhạc của họ kết hợp với nhiều thể loại như soul, quiet storm, smooth jazz và sophisti-pop. Tất cả những album của Sade, bao gồm cả những đĩa nhạc tổng hợp và trực tiếp, đều lọt vào top 10 trên bảng xếp hạng Billboard 200 tại Hoa Kỳ.
Album phòng thu đầu tay của ban nhạc, Diamond Life (1984) đạt vị trí thứ hai trên bảng xếp hạng UK Album Chart và bán được hơn 1.2 triệu bản tại Vương quốc Anh, sau đó chiến thắng giải Brit năm 1985 ở hạng mục Album Anh quốc của năm. Album cũng gặt hái nhiều thành công trên thị trường quốc tế, đạt vị trí số một ở một số quốc gia và bán được hơn bốn triệu bản tại Hoa Kỳ. Cuối năm 1985, họ phát hành album phòng thu thứ hai Promise, đạt vị trí số một ở cả Vương quốc Anh và Hoa Kỳ. Promise được chứng nhận hai đĩa bạch kim tại Vương quốc Anh và bốn đĩa bạch kim tại Hoa Kỳ. Năm 1986, Sade chiến thắng giải Grammy cho Nghệ sĩ mới xuất sắc nhất tại lễ trao giải thường niên lần thứ 28. Album phòng thu thứ năm của họ Lovers Rock (2000) cũng giành được giải Grammy cho Album giọng pop xuất sắc nhất.
Album phòng thu thứ sáu của ban nhạc Soldier of Love (2010) đạt vị trí thứ tư ở Anh và thứ nhất ở Hoa Kỳ. Năm 2011, họ chiến thắng giải Grammy lần thứ tư trong sự nghiệp cho Trình diễn giọng R&B xuất sắc nhất của bộ đôi hoặc nhóm nhạc. Doanh số tiêu thụ được chứng nhận của Sade tại Hoa Kỳ tính đến năm 2012 đạt 23.5 triệu bản theo Hiệp hội Công nghiệp Ghi âm Hoa Kỳ (RIAA), và đến năm 2014 đã bán được hơn 75 triệu đĩa trên toàn cầu. Ban nhạc cũng xếp thứ 50 trong danh sách "100 Nghệ sĩ vĩ đại nhất mọi thời đại" của VH1. Sade được cho là có ảnh hưởng đến thể loại nhạc neo soul và giúp phong cách âm nhạc quiet storm trở nên phổ biến trên toàn thế giới, cũng như là một phần của làn sóng nghệ sĩ Anh theo định hướng R&B mới vào cuối những năm 1980 và đầu những năm 1990.

## Thành viên ban nhạc
- Sade Adu – giọng ca chính, lập trình (1982–nay)
- Paul S. Denman – guitar bass (1982–nay)
- Andrew Hale – keyboard, piano, lập trình (1982–nay)
- Stuart Matthewman – saxophone, guitar, lập trình (1982–nay)

Cựu thành viên
- Paul Anthony Cooke – trống, bộ gõ (1982–1984)
- Dave Early – trống, bộ gõ (1984–1985, mất năm 1996[21])

## Danh sách đĩa nhạc
- Diamond Life (1984)
- Promise (1985)
- Stronger Than Pride (1988)
- Love Deluxe (1992)
- Lovers Rock (2000)
- Soldier of Love (2010)

## Lưu diễn
- Diamond Life Tour (1984-1985)
- Promise Tour (1986)
- Stronger Than Pride Tour (1988)
- Love Deluxe World Tour (1993)
- Lovers Rock Tour (2001)
- Sade Live (2011)